# Comuna Mihai, Velîka Mîhailivka
Mihai (în ucraineană Мигаї, transliterat: Mîhaii) este o comună în raionul Velîka Mîhailivka, regiunea Odesa, Ucraina, formată din satele Mihai (reședința), Trî Krînîți și Zaliznîcine.

## Demografie
Componența lingvistică a comunei Mihai
     Ucraineană (85,94%)
     Rusă (4,79%)
     Română (3,89%)
     Bulgară (2,49%)
     Belarusă (2,09%)
Conform recensământului din 2001, majoritatea populației comunei Mihai era vorbitoare de ucraineană (85,94%), existând în minoritate și vorbitori de rusă (4,79%), română (3,89%), bulgară (2,49%) și belarusă (2,09%).